# Mk V Covenanter
Cruiser Mk V Covenanter (A13 Mk III) – brytyjski czołg pościgowy z okresu II wojny światowej.
Był to pierwszy czołg pościgowy, któremu nadano imię. Covenanter to nazwa historycznej frakcji politycznej ze Szkocji.

## Historia
Czołg wywodził się z wcześniejszych konstrukcji czołgów pościgowych wykorzystujących podwozie typu Christie. Były to czołgi Cruiser Mk III (A13) i jego modyfikacja Cruiser Mk IV (A13 Mk II). Czołgi te powstały pod wpływem rosyjskich czołgów BT.
Koncepcja czołgu została opracowana wiosną 1939 r. Planowano wykorzystać podwozie czołgu A13 oraz silnik Meadows Flat – 12. Pierwsze zamówienia na czołg złożono jeszcze przed budową i próbami prototypów w kwietniu 1939 r. Pierwszy prototyp rozpoczął próby w Ośrodku Badawczym w Farnborough w maju 1940 r. Wtedy też pojawiły się pierwsze problemy z układem chłodzenia. Gdy czołg skierowano do produkcji dokonano kilku zmian. Zrezygnowano ze spawanego pancerza na rzecz nitowanego oraz zmieniono materiał, z którego budowano koła. Zrezygnowano ze stopu aluminium, a koła wykonano z tłoczonej blachy. Wszystkie te zmiany spowodowały wzrost masy czołgu i obniżenie jego osiągów. Produkcja czołgów w latach 1941–43 wyniosła 1771 (wg innych źródeł 1776 szt.)

## Użycie
Pierwsze seryjne czołgi trafiły latem 1941 r. do brytyjskiej 1 DPanc, a później do formującej się 9 DPanc. Czołgi ze względu na ciągłe problemy z systemem chłodzenia nigdy nie były używane bojowo. Służyły tylko do szkolenia. Nie trafiły one również do Afryki poza 4 egzemplarzami, które wysłano w celach doświadczalnych.
Czołgi Covenanter były na wyposażeniu Polskich Sił Zbrojnych w Wielkiej Brytanii. Pojazdy te znajdowały się w latach 1942–43 na uzbrojeniu 16 Brygady Pancernej (wcześniej 16 Brygada Czołgów) oraz 10 Brygady Kawalerii Pancernej 1 Dywizji Pancernej. Czołgi były używane tylko do szkolenia. Maksymalny stan został osiągnięty w połowie 1943 r. i było to około 200 czołgów. Czołgi zostały wycofane do końca 1943 r.

## Modele produkcyjne
- Covenanter Mk. I (Cruiser Mk. V) – pierwszy model produkcyjny, dopiero po wprowadzeniu tych czołgów do służby zorientowano się, że system chłodniczy zamontowany przy nowym, niższym silniku nie działa prawidłowo, część przebudowano na Covenanter II, zbudowano 353 wozy.
- Covenanter Mk. II (Cruiser Mk. V*) – dodatkowa chłodnica olejowa zamontowana na chłodnicy, zbudowano 101 czołgów.
- Covenanter Mk. III (Cruiser Mk V**) – nowe chłodnice olejowe dodane po obu stronach silnika, nowy typ sprzęgła, nowe filtry powietrza, model produkowany najliczniej, zbudowano 954 sztuki.
- Covenanter Mk. IV – jak Mk II, ale ze sprzęgłem Mk III, wyprodukowano 366 wozów.

"Covenanter" Mk.II CS - modyfikacja polega na montaż 3" (76,2 mm) haubicy zamiast armaty 2-funtowowej, przekształcono kilka pojazdów.

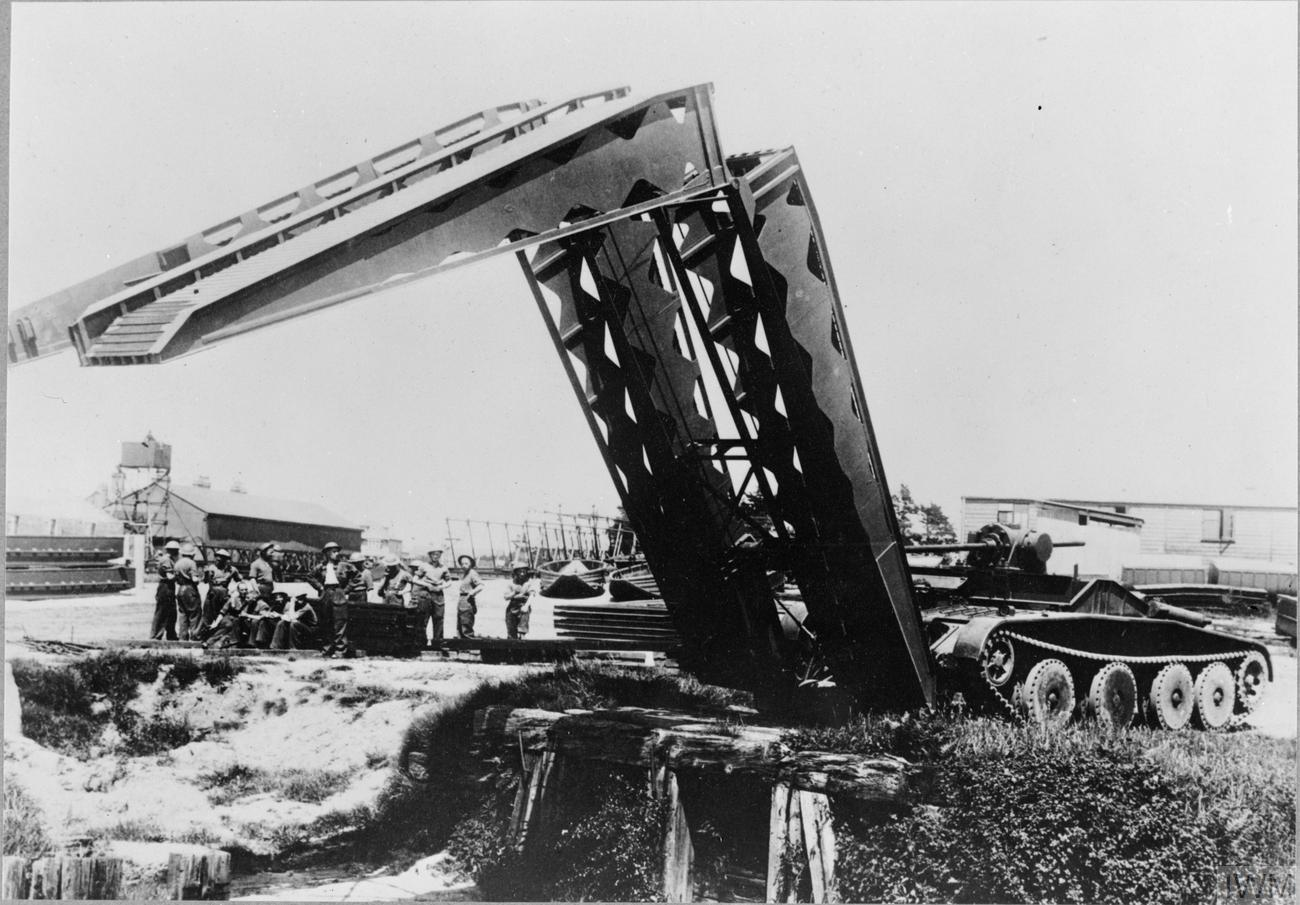
Covenanter Bridgelayer

- Covenanter" Mk.III CS - wersja seryjnego Mk.III uzbrojonego w haubicę 3".
- Covenanter" Mk.IV CS - wersja seryjnego Mk.IV uzbrojonego w haubicę 3".

Wszystkie wersje posiadały odmianę CS (czołgi wsparcia) uzbrojoną w haubicę 76,2 mm.
Na podwoziu czołgu Covenanter powstał czołg mostowy Covenanter Bridgelayer. Produkcja wynosiła nie mniej niż 79 pojazdów. Pojazdy były użytkowane również przez Nową Zelandię (4 szt.) i Australię (nie mniej niż 8 szt.) oraz Polskę (3 szt. w 1 Dywizji Pancernej).